# Bekbele, İskenderun
Bekbele là một thị trấn thuộc huyện İskenderun, tỉnh Hatay, Thổ Nhĩ Kỳ. Dân số thời điểm năm 2011 là 7.412 người.